# VdB 55
vdB 55 è una nebulosa a riflessione visibile nella costellazione di Orione.
La sua posizione si individua a circa un terzo della distanza che separa Saiph (κ Orionis) dalla Nebulosa di Orione; viene a trovarsi in corrispondenza della parte più meridionale dell'Anello di Barnard, ben visibile nelle immagini a lunga esposizione. La struttura nebulosa dell'Anello di Barnard sarebbe causata dall'espansione di una superbolla generata dal forte vento stellare combinato delle stelle più massicce dell'associazione OB Orion OB1b, le cui pareti più prossime al sistema solare corrispondono alla Bolla di Eridano.
La stella responsabile dell'illuminazione di vdB 55 è HD 38023, una stella bianco-azzurra di sequenza principale di classe spettrale B4V con una magnitudine pari a 8,90; le misurazioni della parallasse indicano un valore attorno ai 3,10 mas, che corrispondono a circa 323 parsec (1052 anni luce). Altre misurazioni danno una parallase leggermente inferiore, e dunque una distanza superiore. La nebulosa appare attraversata da una banda oscura che la divide in due parti, una a sudovest, in cui si trova la stella illuminatrice, e una, più piccola, a nordest. HD 38023 è la stella dominante di un giovane ammasso aperto noto come L1641-S, designazione che deriva dal numero della nube molecolare in cui l'ammasso si trova, LDN 1641, la quale costituisce la parte centrale della regione di Orion A, nel Complesso nebuloso molecolare di Orione; quest'ammasso conta circa 130 stelle, la cui età è leggermente superiore a quella degli ammassi e delle stelle circostanti, come si è dedotto attraverso lo studio della loro posizione sul diagramma HR.